# 奥兰多王牌队
奥兰多王牌队（英語：Orlando Aces）是美国篮球协会新扩展的球队，球队位于佛罗里达州的奥兰多，主体育场设在奥兰多市的奥兰多商业区娱乐中心。2006/07赛季球队被分在蓝区(Blue Conference)的佛罗里达州分区(Florida Division)。
球队之前取名为奥兰多橙人队，直到雪城大学对球队的商标侵权提出告诉(因为雪城大学篮球队的队名即为橙人)。
2009年7月14日，Aces 隊宣布更名為拉斯維加斯王朝隊。然而，新名字並沒有被採用，他們繼續以拉斯維加斯王牌隊的名義參加比賽。2009-2010賽季，他們以3-0的戰績進入季後賽。
2011年7月，Aces 隊宣布遷至佛羅裡達州伊頓維爾。